# Коаш
Коаш (рум. Coaș) — село у повіті Марамуреш в Румунії. Адміністративний центр комуни Коаш.
Село розташоване на відстані 395 км на північний захід від Бухареста, 14 км на південь від Бая-Маре, 84 км на північ від Клуж-Напоки.

## Населення
За даними перепису населення 2002 року у селі проживала 1351 особа. Рідною мовою 1347 осіб (99,7%) назвали румунську.
Національний склад населення села:
| Національність | Кількість осіб | Відсоток |
| -------------- | -------------- | -------- |
| румуни         | 1346           | 99,6%    |
| угорці         | 5              | 0,4%     |